# Coffeeshop (Nederländerna)

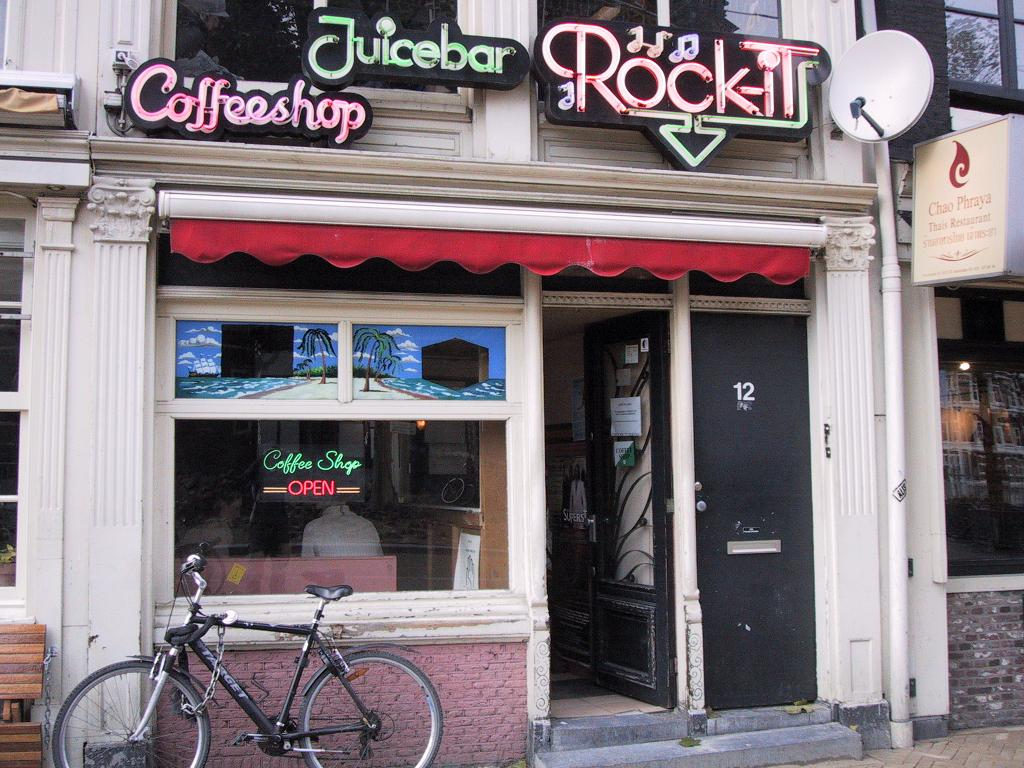
En coffeeshop i Amsterdam

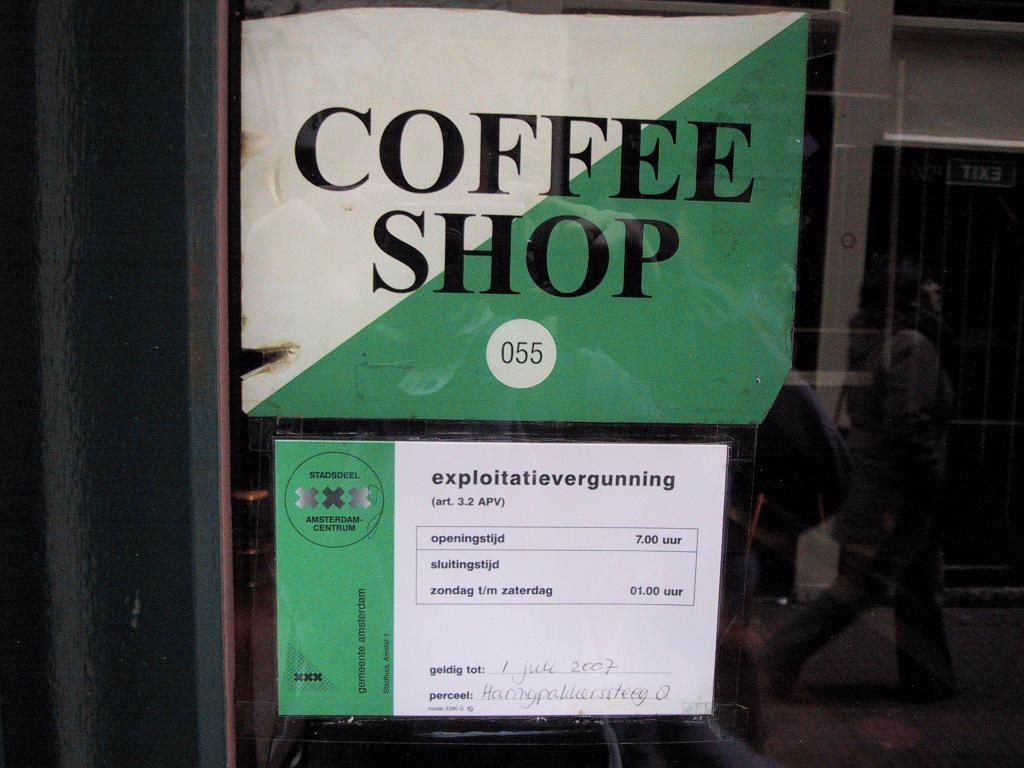
Licens för en coffeeshop

Coffeeshop är en typ av café i Nederländerna som innehar licens för att sälja cannabis. Försäljningen tolereras av polisen (nederländska gedoogbeleid) i enlighet med Nederländernas drogpolitik. Affärerna kan också sälja cannabis-tillbehör såsom rullpapper, bongar och pipor. Förutom att sälja cannabis-relaterade produkter serverar majoriteten av affärerna också dryck och mat. Ett koffiehuis säljer kaffe och lättare måltider, medan ett café är motsvarande en bar.
I Nederländerna är försäljningen av cannabis illegal, men accepteras på etablissemang som uppfyller de sk. AHOJ-G kriterierna:
- Ingen reklam
- Ingen försäljning av tyngre droger
- Ingen försäljning till minderåriga (under 18 år)[2]
- Inga transaktioner överstigande tröskelvärdet 5 gram
- Ingen störning av allmänheten

Vidare krävs att det inte får finnas ett förråd av cannabis som överstiger 500 g och att ingen alkohol får finnas till försäljning eller förekomma på platsen.
För vissa brott kan en affär stängas i tre månader, för andra kan affären stängas helt enligt officiella regelverk. Det finns en pågående motsägning, eftersom affärerna är tillåtna att sälja cannabis, men inte köpa: "Framdörren är öppen, men bakdörren är illegal". 
Sedan 1 juli 2008 finns ett förbud mot tobaksrökning i Nederländerna som innebär att tobaksrökning bara är tillåten i speciella avskilda rum. Detta betyder att joints blandade med tobak inte är tillåtna, medan cannabis-rökandet inte påverkas. I många coffeeshops finns det numera alternativ till tobaken att blanda ut med i form av avsedda rökbara örter/växter.